# Henrik Ludvig Sundevall

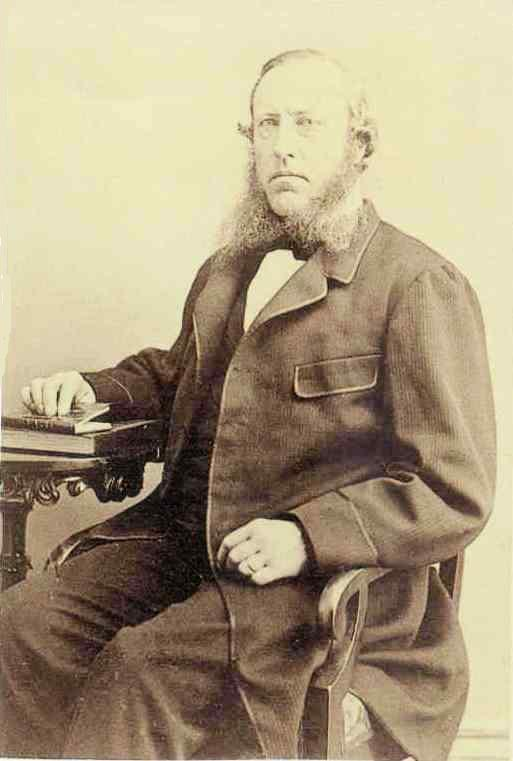
Henrik Ludvig Sundevall

Henrik Ludvig Sundevall (* 29. Dezember 1814 auf Gut Högestad, Gemeinde Ystad; † 27. Oktober 1884 in Karlskrona) war ein schwedischer Marineoffizier, der in der Preußischen Marine in höheren Kommandostellen, zuletzt als Konteradmiral, Dienst versah.

## Leben
Sundevall war der Bruder des Zoologen Carl Jakob Sundevall und des Arztes Fredrik Emil Sundevall. Er tat von 1827 bis 1830 Dienst als Schiffsjunge in der schwedischen Handelsmarine auf der Ostsee. Im Anschluss daran erfolgte sein Eintritt bei der Kadettenschule Karlskrona in die schwedische Marine. Er legte 1835 sein Offiziersexamen ab und leistete anschließend Dienst als Matrose teilweise auf Handelsschiffen, teilweise auf dem amerikanischen Marineschoner „Hamilton“. Auf diesem Schiff wurde er an Bord zum Unteroffizier befördert. Nach eineinhalb Jahren Dienst wechselte er erneut zur Handelsmarine. Im Jahre 1840 kehrte er nach Hause zurück und wurde dann zum Sekundarleutnant der schwedischen Flotte ernannt. Nach einem weiteren Jahr nahm er an der so genannten Oxehufvud-Expedition nach Buenos Aires teil. Danach leistete er vier Jahre Dienst in der schwedischen Flotte an Bord ebenso wie an Land und war Chef des Postrennens zwischen Ystad und Stralsund. Von 1845 bis 1847 stand er in englischen Kriegsdiensten und wurde 1847 zum Premierleutnant der schwedischen Flotte befördert. Aber diesen Dienst quittierte er 1854, da er zwei Jahre zuvor bereits in preußischen Dienst getreten war und dort zum Korvettenkapitän ernannt worden war.
In der Preußischen Marine wurde Sundevall hauptsächlich zur praktischen Ausbildung der neu angeworbenen Seeleute eingesetzt. Für die erstmalige Indienststellung vom 1. Mai 1852 bis 13. September 1854 war er Kommandant der Gefion. Im Jahre 1855 wurde er zum Chef des Marinestützpunktes Danzig abgeordnet. Er wurde am 12. Januar 1856 zum Kapitän zur See befördert und war dann drei Jahre lang Kommandant der Segelfregatte Thetis.
Von 1859 bis 1862 war er Chef eines Geschwaders bestehend aus den Schiffen Arcona, Thetis, Frauenlob und Elbe. Bis November 1862 war er auch Kommandant der Arcona. Sundevall führte dieses Geschwader während der preußischen Ostasienexpedition und besuchte in diplomatischen und wissenschaftlichen Aufträgen China, Japan und weitere Länder. Die Expedition wurde von dem preußischen Diplomaten Friedrich Albrecht zu Eulenburg geleitet. Er schloss Handels-, Freundschafts- und Seefahrtsverträge mit Japan im Januar 1861 und mit China im September desselben Jahres ab. Zur Expeditionsmannschaft gehörte außerdem der bekannte Geologe Ferdinand von Richthofen, der China und Ostasien zum ersten Mal bereiste.
Im Jahre 1863 wurde Sundevall zum Konteradmiral befördert. Noch im selben Jahr nahm er seinen Abschied aus preußischen Diensten und kehrte nach Schweden zurück. Dort war er Ehrenvorsitzender der Kriegsmännergesellschaft (1864).

## Ehrungen
Die deutsche Kriegsmarine benannte 1938 das zum Versuchsboot umfunktionierte ehemalige Minensuchboot der Kaiserlichen Marine M 109 nach ihm.